# Suzuki Masaya

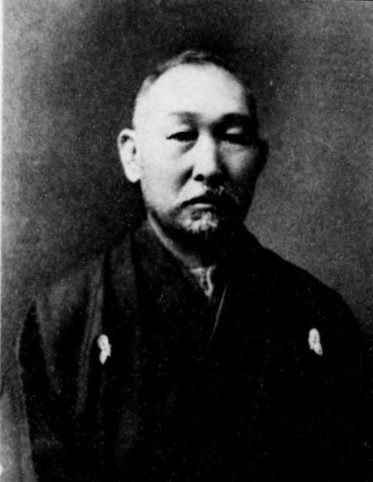
Suzuki Masaya

Suzuki Masaya (japanisch 鈴木馬左也; geboren 3. April 1861 in Takanabe (Präfektur Miyazaki); gestorben 25. Dezember 1922 in Osaka) war ein japanischer Geschäftsmann, 3. Präsident von Sumitomo.

## Leben und Wirken
Suzuki Masaya wurde als 4. Sohn des Hausältesten Mizuki Tanefushi (水筑 種節) der Akizuki in Takanabe geboren. Ab 1869 führte er als Suzuki die Linie seiner Mutter fort. 1887 macht er seinen Studienabschluss an der Universität Tokio. Er arbeitete dann für das Innenministerium und für das Ministerium für Landwirtschaft und Handel, wobei er  mit der Familie Sumitomo in Berührung kam. 1896 verließ er die Regierung und trat in die Firma Sumitomo ein. Als Manager der Besshi Kupfergrube von Sumitomo auf Shikoku kümmerte er sich 1898 um die Probleme, zu denen es dort wegen Überschwemmungen und starken Winden gekommen war. Wegen der auftretenden Rauchschäden bei den Schmelzöfen auf Shisakajima (四阪島) in der Inlandsee traf er die notwendigen Gegenmaßnahmen.
1904 wurde Suzuki leitender Direktor der Sumitomo-Zentrale. Er förderte die Diversifizierung und Modernisierung der zum Konzern gehörenden Betriebe und wandelte „Sumitomo Sōhonten“ (住友総本店) um in „Sumitomo Gōshi Kaisha“ (住友合資会社).
Es wird gesagt, dass Suzukis Persönlichkeit und Temperament durch seine Beschäftigung mit der Zen-Meditation geprägt wurde. Er gründete die „Sesshin-Gesellschaft“ (摂心会), um Menschen innerhalb und außerhalb des Unternehmens zu fördern. In seinen späten Jahren wurde er ein Anhänger der Tee-Zeremonie.